# Kaya
Kaya — студийный альбом ямайской рэгги-группы Bob Marley & The Wailers, вышедший в 1978 году. Альбом состоит из композиций, записанных в одно время с материалом для предыдущего альбома, Exodus. У Kaya спокойное, мягкое настроение, контрастирующее с воинственным посылом The Wailers; основные темы — любовь и курение марихуаны («kaya» — одно из названий марихуаны).
Выход альбома совпал с One Love Peace Concert, ознаменовавшим триумфальное возвращение Марли из Лондона в родную Ямайку. Большая часть композиций является перезаписанным ранним материалом The Wailers, выходившим на таких альбомах как African Herbsman. Наиболее известные композиции — «Is This Love» и «Sun Is Shining».
Альбом занял 50-ю позицию в R&B Albums и Billboard Top LPs & Tape.
В 2013 году вышло делюкс-издание альбома, содержащее бонусный диск с концертом 7 июля 1978 года в Роттердаме, Нидерланды.

## Список композиций
Все композиции написаны Бобом Марли.
Сторона «А»
1. «Easy Skanking» — 2:53
2. «Kaya» — 3:15
3. «Is This Love» — 3:52
4. «Sun Is Shining» — 4:58
5. «Satisfy My Soul» — 4:30

Сторона «Б»
1. «She’s Gone» — 2:25
2. «Misty Morning» — 3:32
3. «Crisis» — 3:54
4. «Running Away» — 4:15
5. «Time Will Tell» — 3:25

Бонус-трек CD-издания 2001 года
1. «Smile Jamaica» (Alt. Version) — 5:04

### Бонусный диск делюкс-издания 2013 года
Live at Ahoy Hallen, Rotterdam, Netherlands July 7, 1978
1. «Positive Vibration» — 5:29
2. «The Heathen» — 4:05
3. «Them Belly Full (But We Hungry)» — 3:46
4. «Concrete Jungle» — 5:48
5. «Rebel Music (3 O’Clock Road Block)» — 5:13
6. «War / No More Trouble» — 6:22
7. «I Shot the Sheriff» — 4:28
8. «No Woman, No Cry» — 6:42
9. «Is This Love» — 5:55
10. «Jamming» — 7:54
11. «Easy Skanking» — 4:50
12. «Get Up, Stand Up» — 4:55
13. «Exodus» — 10:43

## Участники записи
- Боб Марли — вокал, ритм-гитара, акустическая гитара, перкуссия
- Астон Барретт[англ.] — бас-гитара, перкуссия
- Карлтон Барретт[англ.] — ударные, перкуссия
- Тайрон Дауни[англ.] — клавишные, перкуссия, бэк-вокал
- Элвин Паттерсон[англ.] — перкуссия
- Джуниор Марвин-Хансон[англ.] — соло-гитара
- I Threes — бэк-вокал
- Вин Гордон[англ.] — саксофон
- Глен да Коста[англ.] — тромбон